# Кремер, Адо
Адо Кремер (нем. Adolf Herrmann Rudolf Ferdinand Kraemer; 23 марта 1898, Бюдинген — 25 июня 1972, Берлин) — немецкий шахматист, проблемист. Заместитель рейхсляйтера Ганса Франка, оберштурмбаннфюрер СС.

## Биография
Посещал гимназию Вольфганга Эрнста в Бюдингене, которую он окончил 8 июня 1915. Участвовал в качестве офицера в Первой мировой войне. После окончания учёбы в области права и сельского хозяйства в университете в Гисене работал провинциальным инспектором в Липпе-Детмольде и был директором школы верховой езды и вождения Лопсхорна. С 1919 был членом совета земли Дармштадтска (Landsmannschaft Darmstadtia Gießen). Являлся членом НСДАП (членский номер 1053145) и СС (членский номер 75536). До 1937 был оберштурмфюрером СС и был повышен в звании 11 сентября 1938 до гауптштурмфюрера СС. С 1939 был советником правительства в Карлсбаде, а с 1942 и в Познани. Несколько раз был ранен за время войн. Был интернирован и затем освобождён в 1948.

## Шахматы
Он занял 2-е-3-е место, за Паулем Крюгером, в Бад-Зальцуфлене в 1925, занял 6-е место в Гиссене в 1928 (турнир выиграл Рихард Рети), и 9-е место в Дортмунде в том же году (турнир выиграл Фридрих Земиш).
Играл в шахматы в шахматном клубе «Paulsen», основанном в 1900, и до 1926 был одним из 14-ти основателей шахматного клуба «Turm» в Лаге. В 1931 переехал в Детмольд.
Адо Крамер создал множество шахматных композиций в сотрудничестве с Эрихом Цеплером. В 1952 оба стали почётными членами шахматной ассоциации проблемистов «Die Schwalbe», представители «новой немецкой школы», сторонники художественного характера шахматной композиции.
|   | a | b | c | d | e | f | g | h |   |
| - | --- | --- | --- | --- | --- | --- | --- | --- | - |
| 8 | b8 белый король · b7 белая пешка · b6 чёрный король · c6 белая пешка · d5 белая пешка · e4 белая пешка · f3 белая пешка · b2 чёрная пешка · g2 белая пешка · g1 чёрный слон | b8 белый король · b7 белая пешка · b6 чёрный король · c6 белая пешка · d5 белая пешка · e4 белая пешка · f3 белая пешка · b2 чёрная пешка · g2 белая пешка · g1 чёрный слон | b8 белый король · b7 белая пешка · b6 чёрный король · c6 белая пешка · d5 белая пешка · e4 белая пешка · f3 белая пешка · b2 чёрная пешка · g2 белая пешка · g1 чёрный слон | b8 белый король · b7 белая пешка · b6 чёрный король · c6 белая пешка · d5 белая пешка · e4 белая пешка · f3 белая пешка · b2 чёрная пешка · g2 белая пешка · g1 чёрный слон | b8 белый король · b7 белая пешка · b6 чёрный король · c6 белая пешка · d5 белая пешка · e4 белая пешка · f3 белая пешка · b2 чёрная пешка · g2 белая пешка · g1 чёрный слон | b8 белый король · b7 белая пешка · b6 чёрный король · c6 белая пешка · d5 белая пешка · e4 белая пешка · f3 белая пешка · b2 чёрная пешка · g2 белая пешка · g1 чёрный слон | b8 белый король · b7 белая пешка · b6 чёрный король · c6 белая пешка · d5 белая пешка · e4 белая пешка · f3 белая пешка · b2 чёрная пешка · g2 белая пешка · g1 чёрный слон | b8 белый король · b7 белая пешка · b6 чёрный король · c6 белая пешка · d5 белая пешка · e4 белая пешка · f3 белая пешка · b2 чёрная пешка · g2 белая пешка · g1 чёрный слон | 8 |
| 7 | b8 белый король · b7 белая пешка · b6 чёрный король · c6 белая пешка · d5 белая пешка · e4 белая пешка · f3 белая пешка · b2 чёрная пешка · g2 белая пешка · g1 чёрный слон | b8 белый король · b7 белая пешка · b6 чёрный король · c6 белая пешка · d5 белая пешка · e4 белая пешка · f3 белая пешка · b2 чёрная пешка · g2 белая пешка · g1 чёрный слон | b8 белый король · b7 белая пешка · b6 чёрный король · c6 белая пешка · d5 белая пешка · e4 белая пешка · f3 белая пешка · b2 чёрная пешка · g2 белая пешка · g1 чёрный слон | b8 белый король · b7 белая пешка · b6 чёрный король · c6 белая пешка · d5 белая пешка · e4 белая пешка · f3 белая пешка · b2 чёрная пешка · g2 белая пешка · g1 чёрный слон | b8 белый король · b7 белая пешка · b6 чёрный король · c6 белая пешка · d5 белая пешка · e4 белая пешка · f3 белая пешка · b2 чёрная пешка · g2 белая пешка · g1 чёрный слон | b8 белый король · b7 белая пешка · b6 чёрный король · c6 белая пешка · d5 белая пешка · e4 белая пешка · f3 белая пешка · b2 чёрная пешка · g2 белая пешка · g1 чёрный слон | b8 белый король · b7 белая пешка · b6 чёрный король · c6 белая пешка · d5 белая пешка · e4 белая пешка · f3 белая пешка · b2 чёрная пешка · g2 белая пешка · g1 чёрный слон | b8 белый король · b7 белая пешка · b6 чёрный король · c6 белая пешка · d5 белая пешка · e4 белая пешка · f3 белая пешка · b2 чёрная пешка · g2 белая пешка · g1 чёрный слон | 7 |
| 6 | b8 белый король · b7 белая пешка · b6 чёрный король · c6 белая пешка · d5 белая пешка · e4 белая пешка · f3 белая пешка · b2 чёрная пешка · g2 белая пешка · g1 чёрный слон | b8 белый король · b7 белая пешка · b6 чёрный король · c6 белая пешка · d5 белая пешка · e4 белая пешка · f3 белая пешка · b2 чёрная пешка · g2 белая пешка · g1 чёрный слон | b8 белый король · b7 белая пешка · b6 чёрный король · c6 белая пешка · d5 белая пешка · e4 белая пешка · f3 белая пешка · b2 чёрная пешка · g2 белая пешка · g1 чёрный слон | b8 белый король · b7 белая пешка · b6 чёрный король · c6 белая пешка · d5 белая пешка · e4 белая пешка · f3 белая пешка · b2 чёрная пешка · g2 белая пешка · g1 чёрный слон | b8 белый король · b7 белая пешка · b6 чёрный король · c6 белая пешка · d5 белая пешка · e4 белая пешка · f3 белая пешка · b2 чёрная пешка · g2 белая пешка · g1 чёрный слон | b8 белый король · b7 белая пешка · b6 чёрный король · c6 белая пешка · d5 белая пешка · e4 белая пешка · f3 белая пешка · b2 чёрная пешка · g2 белая пешка · g1 чёрный слон | b8 белый король · b7 белая пешка · b6 чёрный король · c6 белая пешка · d5 белая пешка · e4 белая пешка · f3 белая пешка · b2 чёрная пешка · g2 белая пешка · g1 чёрный слон | b8 белый король · b7 белая пешка · b6 чёрный король · c6 белая пешка · d5 белая пешка · e4 белая пешка · f3 белая пешка · b2 чёрная пешка · g2 белая пешка · g1 чёрный слон | 6 |
| 5 | b8 белый король · b7 белая пешка · b6 чёрный король · c6 белая пешка · d5 белая пешка · e4 белая пешка · f3 белая пешка · b2 чёрная пешка · g2 белая пешка · g1 чёрный слон | b8 белый король · b7 белая пешка · b6 чёрный король · c6 белая пешка · d5 белая пешка · e4 белая пешка · f3 белая пешка · b2 чёрная пешка · g2 белая пешка · g1 чёрный слон | b8 белый король · b7 белая пешка · b6 чёрный король · c6 белая пешка · d5 белая пешка · e4 белая пешка · f3 белая пешка · b2 чёрная пешка · g2 белая пешка · g1 чёрный слон | b8 белый король · b7 белая пешка · b6 чёрный король · c6 белая пешка · d5 белая пешка · e4 белая пешка · f3 белая пешка · b2 чёрная пешка · g2 белая пешка · g1 чёрный слон | b8 белый король · b7 белая пешка · b6 чёрный король · c6 белая пешка · d5 белая пешка · e4 белая пешка · f3 белая пешка · b2 чёрная пешка · g2 белая пешка · g1 чёрный слон | b8 белый король · b7 белая пешка · b6 чёрный король · c6 белая пешка · d5 белая пешка · e4 белая пешка · f3 белая пешка · b2 чёрная пешка · g2 белая пешка · g1 чёрный слон | b8 белый король · b7 белая пешка · b6 чёрный король · c6 белая пешка · d5 белая пешка · e4 белая пешка · f3 белая пешка · b2 чёрная пешка · g2 белая пешка · g1 чёрный слон | b8 белый король · b7 белая пешка · b6 чёрный король · c6 белая пешка · d5 белая пешка · e4 белая пешка · f3 белая пешка · b2 чёрная пешка · g2 белая пешка · g1 чёрный слон | 5 |
| 4 | b8 белый король · b7 белая пешка · b6 чёрный король · c6 белая пешка · d5 белая пешка · e4 белая пешка · f3 белая пешка · b2 чёрная пешка · g2 белая пешка · g1 чёрный слон | b8 белый король · b7 белая пешка · b6 чёрный король · c6 белая пешка · d5 белая пешка · e4 белая пешка · f3 белая пешка · b2 чёрная пешка · g2 белая пешка · g1 чёрный слон | b8 белый король · b7 белая пешка · b6 чёрный король · c6 белая пешка · d5 белая пешка · e4 белая пешка · f3 белая пешка · b2 чёрная пешка · g2 белая пешка · g1 чёрный слон | b8 белый король · b7 белая пешка · b6 чёрный король · c6 белая пешка · d5 белая пешка · e4 белая пешка · f3 белая пешка · b2 чёрная пешка · g2 белая пешка · g1 чёрный слон | b8 белый король · b7 белая пешка · b6 чёрный король · c6 белая пешка · d5 белая пешка · e4 белая пешка · f3 белая пешка · b2 чёрная пешка · g2 белая пешка · g1 чёрный слон | b8 белый король · b7 белая пешка · b6 чёрный король · c6 белая пешка · d5 белая пешка · e4 белая пешка · f3 белая пешка · b2 чёрная пешка · g2 белая пешка · g1 чёрный слон | b8 белый король · b7 белая пешка · b6 чёрный король · c6 белая пешка · d5 белая пешка · e4 белая пешка · f3 белая пешка · b2 чёрная пешка · g2 белая пешка · g1 чёрный слон | b8 белый король · b7 белая пешка · b6 чёрный король · c6 белая пешка · d5 белая пешка · e4 белая пешка · f3 белая пешка · b2 чёрная пешка · g2 белая пешка · g1 чёрный слон | 4 |
| 3 | b8 белый король · b7 белая пешка · b6 чёрный король · c6 белая пешка · d5 белая пешка · e4 белая пешка · f3 белая пешка · b2 чёрная пешка · g2 белая пешка · g1 чёрный слон | b8 белый король · b7 белая пешка · b6 чёрный король · c6 белая пешка · d5 белая пешка · e4 белая пешка · f3 белая пешка · b2 чёрная пешка · g2 белая пешка · g1 чёрный слон | b8 белый король · b7 белая пешка · b6 чёрный король · c6 белая пешка · d5 белая пешка · e4 белая пешка · f3 белая пешка · b2 чёрная пешка · g2 белая пешка · g1 чёрный слон | b8 белый король · b7 белая пешка · b6 чёрный король · c6 белая пешка · d5 белая пешка · e4 белая пешка · f3 белая пешка · b2 чёрная пешка · g2 белая пешка · g1 чёрный слон | b8 белый король · b7 белая пешка · b6 чёрный король · c6 белая пешка · d5 белая пешка · e4 белая пешка · f3 белая пешка · b2 чёрная пешка · g2 белая пешка · g1 чёрный слон | b8 белый король · b7 белая пешка · b6 чёрный король · c6 белая пешка · d5 белая пешка · e4 белая пешка · f3 белая пешка · b2 чёрная пешка · g2 белая пешка · g1 чёрный слон | b8 белый король · b7 белая пешка · b6 чёрный король · c6 белая пешка · d5 белая пешка · e4 белая пешка · f3 белая пешка · b2 чёрная пешка · g2 белая пешка · g1 чёрный слон | b8 белый король · b7 белая пешка · b6 чёрный король · c6 белая пешка · d5 белая пешка · e4 белая пешка · f3 белая пешка · b2 чёрная пешка · g2 белая пешка · g1 чёрный слон | 3 |
| 2 | b8 белый король · b7 белая пешка · b6 чёрный король · c6 белая пешка · d5 белая пешка · e4 белая пешка · f3 белая пешка · b2 чёрная пешка · g2 белая пешка · g1 чёрный слон | b8 белый король · b7 белая пешка · b6 чёрный король · c6 белая пешка · d5 белая пешка · e4 белая пешка · f3 белая пешка · b2 чёрная пешка · g2 белая пешка · g1 чёрный слон | b8 белый король · b7 белая пешка · b6 чёрный король · c6 белая пешка · d5 белая пешка · e4 белая пешка · f3 белая пешка · b2 чёрная пешка · g2 белая пешка · g1 чёрный слон | b8 белый король · b7 белая пешка · b6 чёрный король · c6 белая пешка · d5 белая пешка · e4 белая пешка · f3 белая пешка · b2 чёрная пешка · g2 белая пешка · g1 чёрный слон | b8 белый король · b7 белая пешка · b6 чёрный король · c6 белая пешка · d5 белая пешка · e4 белая пешка · f3 белая пешка · b2 чёрная пешка · g2 белая пешка · g1 чёрный слон | b8 белый король · b7 белая пешка · b6 чёрный король · c6 белая пешка · d5 белая пешка · e4 белая пешка · f3 белая пешка · b2 чёрная пешка · g2 белая пешка · g1 чёрный слон | b8 белый король · b7 белая пешка · b6 чёрный король · c6 белая пешка · d5 белая пешка · e4 белая пешка · f3 белая пешка · b2 чёрная пешка · g2 белая пешка · g1 чёрный слон | b8 белый король · b7 белая пешка · b6 чёрный король · c6 белая пешка · d5 белая пешка · e4 белая пешка · f3 белая пешка · b2 чёрная пешка · g2 белая пешка · g1 чёрный слон | 2 |
| 1 | b8 белый король · b7 белая пешка · b6 чёрный король · c6 белая пешка · d5 белая пешка · e4 белая пешка · f3 белая пешка · b2 чёрная пешка · g2 белая пешка · g1 чёрный слон | b8 белый король · b7 белая пешка · b6 чёрный король · c6 белая пешка · d5 белая пешка · e4 белая пешка · f3 белая пешка · b2 чёрная пешка · g2 белая пешка · g1 чёрный слон | b8 белый король · b7 белая пешка · b6 чёрный король · c6 белая пешка · d5 белая пешка · e4 белая пешка · f3 белая пешка · b2 чёрная пешка · g2 белая пешка · g1 чёрный слон | b8 белый король · b7 белая пешка · b6 чёрный король · c6 белая пешка · d5 белая пешка · e4 белая пешка · f3 белая пешка · b2 чёрная пешка · g2 белая пешка · g1 чёрный слон | b8 белый король · b7 белая пешка · b6 чёрный король · c6 белая пешка · d5 белая пешка · e4 белая пешка · f3 белая пешка · b2 чёрная пешка · g2 белая пешка · g1 чёрный слон | b8 белый король · b7 белая пешка · b6 чёрный король · c6 белая пешка · d5 белая пешка · e4 белая пешка · f3 белая пешка · b2 чёрная пешка · g2 белая пешка · g1 чёрный слон | b8 белый король · b7 белая пешка · b6 чёрный король · c6 белая пешка · d5 белая пешка · e4 белая пешка · f3 белая пешка · b2 чёрная пешка · g2 белая пешка · g1 чёрный слон | b8 белый король · b7 белая пешка · b6 чёрный король · c6 белая пешка · d5 белая пешка · e4 белая пешка · f3 белая пешка · b2 чёрная пешка · g2 белая пешка · g1 чёрный слон | 1 |
|   | a | b | c | d | e | f | g | h |   |